# Grand Prix de Plouay féminin 2008
La 10e édition du Grand Prix de Plouay féminin a eu lieu le 24 août 2008. Il s'agit de la dixième et avant-dernière manche de la Coupe du monde de cyclisme sur route féminine. Du fait de la proximité des Jeux olympiques de Pékin, de nombreuses favorites ne sont pas au départ. Elle est remportée par l'Italienne Fabiana Luperini.

## Parcours
La course effectue six tours d'un circuit long de 19,1 km.

## Favorites
Du fait de la proximité des Jeux olympiques de Pékin, de nombreuses favorites ne sont pas au départ. Judith Arndt fait néanmoins l'enchaînement afin de défendre son maillot de leader de la Coupe du monde.

## Récit de la course

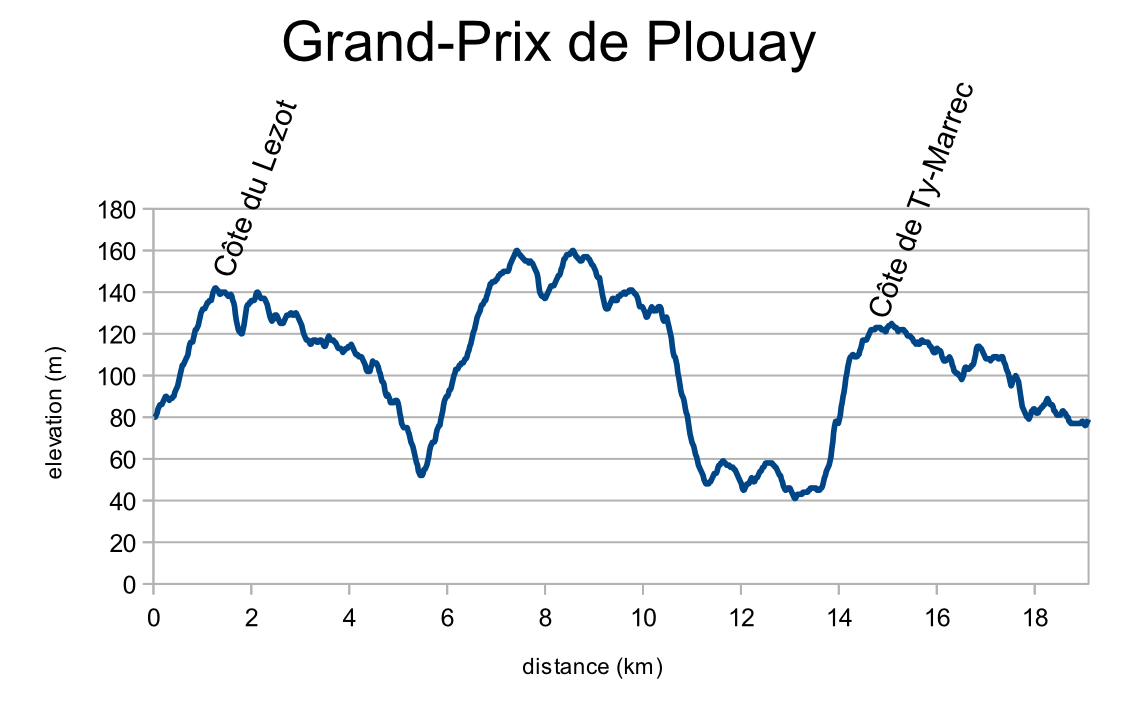
Profil du parcours

Le premier tour est parcouru à un train de sénateur (32,9 km/h) emmené par les formations Vienne-Futuroscope, AA-Drink et Columbia. Dans le deuxième tour Kimberly Anderson, de la Columbia, passe à l'attaque. Elle compte une quarantaine de secondes d'avance sur le peloton avant de se faire rejoindre par son équipière Chantal Beltman. Edwige Pitel mène le peloton afin de revenir sur les échappées. À mi-course, le peloton est de nouveau groupé. Anke Wichmann et Miho Oki attaquent ensuite. Un groupe de favorites s'extrait en suite du peloton. Il est composé de huit coureuses en tête : Noemi Cantele, Judith Arndt, Luise Keller, Edita Pučinskaitė, Fabiana Luperini, Karine Gautard et Mirjam Melchers-Van Poppel. L'équipe Cervélo Lifeforce Pro réagit derrière et mène la poursuite. Avant la jonction, dans le quatrième tour, Luise Keller s'échappe avec Fabiana Luperini. Béatrice Thomas et Emma Johansson tente de revenir mais la formation Columbia est vigilante. Dans la dernière ascension, Luise Keller tente bien de distancer l'Italienne mais sans succès. L'Allemande lance le sprint, mais l'Italienne la remonte et s'impose. Derrière Suzanne De Goede règle le sprint du peloton devant Judith Arndt,.

## Classements

### Classement final
| \| Classement général \| Classement général \| Classement général \| Classement général \| Classement général \| \| Coureuse \| Coureuse \| Pays \| Équipe \| Temps \| \| ------------------ \| ---------------------- \| ------------------ \| ----------------------------------- \| ------------------ \| \| 1re \| Fabiana Luperini \| Italie \| Menikini-Selle Italia-Masters Color \| 3 h 16 min 49 s \| \| 2e \| Luise Keller \| Allemagne \| Columbia Women \| + 0 s \| \| 3e \| Suzanne de Goede \| Pays-Bas \| Equipe Nürnberger Versicherung \| + 31 s \| \| 4e \| Judith Arndt \| Allemagne \| Columbia Women \| + 31 s \| \| 5e \| Martine Bras \| Pays-Bas \| Vrienden van het Platteland \| + 31 s \| \| 6e \| Julie Krasniak \| France \| France \| + 31 s \| \| 7e \| Oxana Kozonchuk \| Russie \| Menikini-Selle Italia-Masters Color \| + 31 s \| \| 8e \| Modesta Vžesniauskaitė \| Lituanie \| Equipe Nürnberger Versicherung \| + 31 s \| \| 9e \| Grace Verbeke \| Belgique \| Belgique \| + 31 s \| \| 10e \| Emma Johansson \| Suède \| AA Drink-Cycling Team \| + 31 s \| |                        |           |                                     |                 |
| |                        |           |                                     |                 |
| Source : Cycling Quotient |                        |           |                                     |                 |
| Classement général |                        |           |                                     |                 |
| Coureuse | Coureuse               | Pays      | Équipe                              | Temps           |
| 1re | Fabiana Luperini       | Italie    | Menikini-Selle Italia-Masters Color | 3 h 16 min 49 s |
| 2e | Luise Keller           | Allemagne | Columbia Women                      | + 0 s           |
| 3e | Suzanne de Goede       | Pays-Bas  | Equipe Nürnberger Versicherung      | + 31 s          |
| 4e | Judith Arndt           | Allemagne | Columbia Women                      | + 31 s          |
| 5e | Martine Bras           | Pays-Bas  | Vrienden van het Platteland         | + 31 s          |
| 6e | Julie Krasniak         | France    | France                              | + 31 s          |
| 7e | Oxana Kozonchuk        | Russie    | Menikini-Selle Italia-Masters Color | + 31 s          |
| 8e | Modesta Vžesniauskaitė | Lituanie  | Equipe Nürnberger Versicherung      | + 31 s          |
| 9e | Grace Verbeke          | Belgique  | Belgique                            | + 31 s          |
| 10e | Emma Johansson         | Suède     | AA Drink-Cycling Team               | + 31 s          |